# Stanton Lacy
Stanton Lacy is een civil parish in het bestuurlijke gebied Shropshire, in het Engelse graafschap Shropshire met 345 inwoners.